# Očihovecký potok
Očihovecký potok je vodní tok v Rakovnické pahorkatině, který protéká okresy Rakovník a Louny. Je dlouhý 12,9 km, plocha jeho povodí měří 35,1 km² a průměrný průtok v ústí je 0,13 m³/s. Správcem toku je státní podnik Povodí Ohře.

## Popis toku
Potok pramení v okrese Rakovník severovýchodně od vesnice Bedlno v nadmořské výšce 485 metrů. Nejprve teče na sever, ale u Bukova obtéká Liščí vrch (436 m n. m.), za kterým se stáčí k severovýchodu. Severně od Hořoviček přijímá zprava Hokovský potok a vzápětí napájí vodní nádrž Hořovičky. Severně od ní se obrací k severozápadu, zprava přijímá menší Zlatý potok a dále  protéká vesnicemi Vrbice, Běsno a Očihovec. Hranici mezi okresy Rakovník a Louny překračuje mezi Vrbicí a Běsnem. Do Blšanky se vlévá zprava jižně od Očihova v nadmořské výšce 290 metrů.

## Vodní nádrž Hořovičky
Přehradní hráz vodní nádrže se nachází v katastrálním území Hořovičky na Očihoveckém potoce na říčním kilometru 8,3. Zatopená plocha nádrže činí 5,39 ha a zásobní objem 88 685 m³.